# Воронцов, Александр Ефимович
Алекса́ндр Ефи́мович Воронцо́в (23 июня 1919, Мстиславль — 15 августа 1991, Москва) — советский оператор и режиссёр документального кино, фронтовой кинооператор в годы Великой Отечественной войны. Заслуженный деятель искусств РСФСР (1988).

## Биография
Родился в Мстиславле (ныне Белоруссия) в семье служащих.
В параллель с обучением на операторском факультете ВГИКа работал на киностудии «Мосфильм». Начал с механика съёмочной группы в 1939 году, затем — ассистент оператора на картинах «Дело Артамоновых», «Первая конная», «Свинарка и пастух» (1941), «Убийцы выходят на дорогу» (1942). С конца 1941 года вместе со студией находился в эвакуации в Алма-Ате. Окончив в 1942 году институт с отличием, некоторое время работал оператором на Новосибирской студии кинохроники.
Призван в Красную армию Главным политическим управлением в 1942 году, воинское звание — капитан, с марта 1943 года — оператор Центральной студии кинохроники в составе киногруппы 1-го Белорусского и 1-го Украинского фронтов. Несмотря на непростые отношения с начальником киногруппы майором М. Ошурковым, за съёмку боёв в районе Тарнополя и затем во время уличных боёв по его освобождению получил первую боевую награду:
Его стиль — это стиль живого, смелого, быстро действующего и остро думающего корреспондента хроники. Сейчас он работает уже вполне самостоятельно, серьёзно работает над повышением своей квалификации и расширением запаса знаний..
Дом за домом передвигались, штурмуя отдельные точки, наши бойцы, двигаясь в центр города; вместе с ними передвигался и Воронцов.
В течение 2-х недель, ночуя в подвале разрушенного дома, Воронцов днём работал в городе. Во время одной из съёмок Воронцов был ранен в плечо, но продолжал работать <…> пока город окончательно не был взят нашими войсками.Начальник политического управления 1 Украинского фронта генерал-лейтенант С. Шатилов
Награда стала основанием для перевода Воронцова в ассистенты оператора 1-й категории.
С ноября 1945 года — оператор, позднее и режиссёр на ЦСДФ. Автор сюжетов для кинопериодики: «Ленинградский киножурнал», «Московская кинохроника», «Наш край», «Новости дня», «Пионерия», «Советская армия», «Советский воин», «Советский патриот», «Союзкиножурнал». На студии проработал до конца 1989 года. 
Член Союза кинематографистов СССР с 1957 года, член КПСС с 1961 года.

## Фильмография
Оператор
- 1943 — Крылья народа (в соавторстве; не выпущен)
- 1943 — ЦАГИ (в соавторстве)
- 1945 — Австрия
- 1945 — Александр Покрышкин (в соавторстве; нет в титрах)
- 1945 — В Верхней Силезии (в соавторстве)
- 1945 — Кинодокументы о зверствах немецко-фашистских захватчиков(в соавторстве)
- 1945 — Освенцим (в соавторстве)
- 1945 — От Вислы до Одера (фронтовой спецвыпуск № 7) (в соавторстве)
- 1946 — XXIX Октябрь (в соавторстве)
- 1946 — 1 Мая (ч/б вариант; в соавторстве)
- 1946 — Повесть о наших детях / Дети и война (в соавторстве)
- 1946 — Советская Литва (в соавторстве)
- 1947 — Всесоюзный парад физкультурников 1947 года (цветной и ч/б вариант; в соавторстве)
- 1947 — День победившей страны (в соавторстве)
- 1947 — Запорожсталь возрождается (в соавторстве; нет в титрах)
- 1947 — Парад физкультурников
- 1947 — Слава Москве / 800-летие Москвы (в соавторстве)
- 1948 — 1 Мая (ч/б вариант; в соавторстве)
- 1948 — Стадион «Динамо» (в соавторстве)
- 1948 — На страже морских рубежей
- 1949 — 1 Мая (ч/б вариант; в соавторстве)
- 1949 — Спортивная зима (в соавторстве)
- 1949 — Они вернулись на Родину (совместно с В. Штатландом)
- 1949 — Они едут на съезд (в соавторстве)
- 1950 — Победа китайского народа (СССР — КНР) (в соавторстве)
- 1950 — Спортсмены советской армии (в соавторстве)
- 1951 — Декада украинского искусства и литературы в Москве (в соавторстве)
- 1951 — Конники Кубани (совместно с Г. Аслановым, М. Пойченко)
- 1952 — На строительстве Волго-Донского водного пути (выпуск № 9) (в соавторстве)
- 1952 — Открытие Волго-Донского водного пути (выпуск № 7) (в соавторстве)
- 1952 — Открытие Волго-Донского судоходного канала имени Ленина (в соавторстве)
- 1953 — В плавнях Каспия (совместно с А. Кочетковым)
- 1953 — Великое прощание (в соавторстве)
- 1953 — Встреча футболистов СССР — Албания (в соавторстве)
- 1953 — Встреча футболистов СССР — Румыния (в соавторстве)
- 1953 — Встречи друзей (в соавторстве)
- 1953 — Гости из Дании (в соавторстве)
- 1953 — Два авиапарада (в соавторстве)
- 1953 — Субтропики Средней Азии
- 1953 — Товарищеские встречи советских и шведских футболистов (в соавторстве)
- 1953 — Товарищеские состязания футболистов Москвы и Чехословакии (в соавторстве)
- 1954 — За нерушимую дружбу (в соавторстве)
- 1954 — Крепнет советско-венгерская дружба (в соавторстве)
- 1954 — Международные соревнования лыжников (в соавторстве)
- 1954 — Праздник на стадионе «Динамо» (в соавторстве)
- 1955 — Песни над Вислой (СССР — ПНР) (в соавторстве)
- 1956 — Журналисты Эфиопии в СССР (в соавторстве)
- 1956 — Многодневная велогонка (в соавторстве)
- 1956 — Правительственная делегация Корейской Народно-Демократической Республики в Советском Союзе (в соавторстве)
- 1956 — Пребывание наследного принца Йемена в СССР (в соавторстве)
- 1956 — Спартакиада СССР (в соавторстве)
- 1957 — В последние дни зимы (в соавторстве)
- 1957 — Композиторы на заводе «Шарикоподшипник» (совместно с О. Арцеуловым)
- 1957 — Советский полководец (в соавторстве)
- 1957 — Стартует молодость (в соавторстве)
- 1957 — Хоккей. Чемпионат мира и Европы (в соавторстве)
- 1957 — Школьные годы (в соавторстве)
- 1958 — Баскетбол СССР — США (совместно с  Ю. Леонгардтом, Н. Соловьёвым, Е. Федяевым)
- 1958 — Гости из Непала (совместно с Г. Захаровой, Е. Яцуном, А. Крыловым, Л. Котляренко)
- 1958 — Матч легкоатлетов СССР — США (совместно с А. Греком, Г. Захаровой, В. Киселёвым, А. Крыловым, М. Ошурковым)
- 1958 — Могучие крылья (в соавторстве)
- 1958 — Новый день техники (в соавторстве)
- 1958 — Праздник мужества (в соавторстве)
- 1958 — Так строят москвичи (в соавторстве)
- 1958 — Футбол Англия — СССР (совместно с А. Греком, Г. Захаровой, Л. Максимовым, Н. Соловьёвым, В. Ходяковым)
- 1958 — Хоккей США — СССР (совместно с М. Прудниковым, А. Хавчиным)
- 1959 — Балет Большого театра в Америке (совместно с Е. Аккуратовым, Л. Кокошвили, Е. Грачёвым, В. Штатландом)
- 1959 — Братство и дружба (совместно с П. Опрышко)
- 1959 — Визит в СССР федерального президента Австрийской республики (в соавторстве)
- 1959 — Визит финских гостей (в соавторстве)
- 1959 — Встречи советских и английских легкоатлетов (в соавторстве)
- 1959 — Мы были на спартакиаде (в соавторстве)
- 1960 — Герои нашего времени (совместно с Ю. Бородяевым, Г. Земцовым)
- 1960 — Играют футболисты Бразилии (в соавторстве)
- 1960 — Крылатый корабль
- 1960 — Ловкость, красота, здоровье (в соавторстве)
- 1960 — Люди смелых дерзаний (совместно с  А. Вакуровой, С. Гусевым)
- 1960 — На приз имени братьев Знаменских (совместно с Г. Голубовым, К. Ряшенцевым)
- 1960 — Парламентская делегация Боливии в СССР (в соавторстве)
- 1960 — Песни над Москвой (в соавторстве)
- 1960 — Посланцы Кубы — наши гости (совместно с И. Греком)
- 1961 — Братство и дружба (в соавторстве)
- 1961 — В стране утренней свежести (совместно с А. Сёминым)
- 1961 — Добрые соседи (в соавторстве)
- 1961 — Могучие крылья (в соавторстве)
- 1961 — Наш друг Уильям Фостер (в соавторстве)
- 1961 — Наш новый рубль (совместно с В. Буховцевой)
- 1961 — Так строят москвичи (совместно с Б. Небылицким, Л. Михайловым, М. Прудниковым)
- 1962 — Богатыри оспаривают приз (совместно с В. Киселёвым, Ю. Леонгардтом, А. Щекутьевым)
- 1962 — Весна коммунизма (в соавторстве)
- 1962 — Играет Ван Клиберн (в соавторстве)
- 1962 — С песней к друзьям
- 1963 — Великая сила дружбы и братства (совместно с Б. Шером)
- 1963 — Визит Л. И. Брежнева в Афганистан (совместно с В. Комаровым)
- 1963 — Дружба не знает расстояний (в соавторстве)
- 1963 — Друзья из Ганы (совместно с Б. Макасеевым)
- 1964 — Президент Йемена в Советском Союзе (совместно с Л. Михайловым, О. Рейзман)
- 1964 — Будущее создаётся сегодня (раздел киноконкурса «Обществоведение») (совместно с Ф. Полисским)
- 1964 — Визит Л. И. Брежнева в Иран (совместно с В. Комаровым)
- 1964 — Здравствуй, Первомай! (в соавторстве)
- 1964 — Президент Йемена в Советском Союзе (в соавторстве)
- 1964 — Слава Великому Октябрю (в соавторстве)
- 1964 — Страна Советская. Кинообозрение № 2 (в соавторстве)
- 1964 — Страна Советская. Кинообозрение № 3 (в соавторстве)
- 1964 — Страна Советская. Кинообозрение № 5 (в соавторстве)
- 1965 — Воины-кремлёвцы (совместно с М. Прудниковым)
- 1967 — По Советскому Союзу № 10 (киноальманах; совместно с М. Прудниковым)
- 1965 — Праздник берёзки (совместно с Ю. Буслаевым)
- 1965 — Страна Советская. Кинообозрение № 2 (в соавторстве)
- 1967 — Вечный огонь
- 1967 — Гонг (совместно с А. Саранцевым)
- 1967 — По Советскому Союзу (киноальманах № 31; в соавторстве)
- 1967 — По Советскому Союзу (киноальманах № 32; в соавторстве)
- 1967 — Спартакиада. Год юбилейный (в соавторстве)
- 1967 — Спартакиада юных  (совместно с А. Бабаджаном, В. Венедиктовым, Н. Даньшиным, С. Медынским, И. Филатовым)
- 1967 — Эфиопия, апрель 1967 (совместно с И. Филатовым)
- 1968 — Память о битве (в соавторстве)
- 1969 — Всенародный праздник труда (в соавторстве)
- 1969 — Президент Народной Республики Южного Йемена в СССР (совместно с П. Опрышко)
- 1970 — Гости из братской Монголии
- 1970 — Наследники воинской славы
- 1971 — Ледовая дружина
- 1972 — Каждый вечер — премьера (совместно с Л. Михайловым)
- 1973 — День Победы. 9 мая 1973 года (в соавторстве)
- 1973 — Десятая весна Руанды
- 1973 — До экватора — 100 км (совместно с Г. Серовым)
- 1974 — Берёзка
- 1975 — Эфиопия — страна и люди (совместно с И. Галиным)
- 1976 — Учения «Кавказ»
- 1977 — Мужают юноши
- 1977 — Эфиопия — века и годы (совместно с И. Галиным)
- 1978 — «Выстрел» — полевая академия
- 1978 — Знакомьтесь: олимпийская деревня (совместно с В. Байковым)[9]
- 1978 — Скульптор Вучетич
- 1979 — Визит А. Н. Косыгина в социалистическую Эфиопию (совместно с О. Воиновым, В. Никоновым)[10]

Режиссёр
- 1953 — В плавнях Каспия
- 1962 — С песней к друзьям
- 1965 — Воины-кремлёвцы
- 1966 — С песней к друзьям
- 1967 — Дни румынской культуры
- 1968 — Память о битве
- 1970 — Наследники воинской славы
- 1971 — Ледовая дружина
- 1972 — Каждый вечер — премьера
- 1973 — День Победы. 9 мая 1973 года
- 1973 — Десятая весна Руанды
- 1973 — До экватора — 100 км
- 1973 — Серебряные крылья (в соавторстве)
- 1974 — Берёзка
- 1975 — Наследники воинской славы (совместно с Т. Казаковой)
- 1975 — Эфиопия — страна и люди
- 1976 — Учения «Кавказ»
- 1977 — Мужают юноши
- 1977 — Эфиопия — века и годы
- 1978 — «Выстрел» — полевая академия
- 1978 — Знакомьтесь: олимпийская деревня
- 1978 — К берегам Эллады (также автор сценария)
- 1978 — Скульптор Вучетич
- 1979 — Визит А. Н. Косыгина в социалистическую Эфиопию
- 1979 — Дружба с народами Африки
- 1979 — Парламентарии Индии в СССР
- 1979 — Польские парламентарии в Советском Союзе
- 1980 — Всё для блага народа
- 1980 — Наша дружба с Африкой
- 1980 — По пути Великого Октября
- 1980 — Храним мы землю от войны
- 1981 — День как день… (также автор сценария)
- 1981 — Командиры восьмидесятых
- 1981 — Писатель и время
- 1981 — Такой солдат непобедим. Учения «Запад-81» (совместно с И. Гутманом; также автор сценария)
- 1982 — Парламентарии Анголы в СССР
- 1983 — Визит Генерального секретаря ООН в СССР
- 1983 — Здесь солнце Родины встаёт
- 1983 — Парламентарии Кувейта в Советском Союзе
- 1983 — Президент Финляндской Республики в СССР
- 1984 — В интересах мира и социализма
- 1984 — В семье равноправных
- 1984 — Визит мира и дружбы
- 1984 — Войску Польскому — 40 лет
- 1984 — Крепнет советско-финляндская дружба
- 1984 — Парламентская делегация Иордании в СССР
- 1985 — Парламентарии Югославии в СССР[11]
- 1987 — Делегация Йеменской Арабской Республики в СССР
- 1987 — Крепи оборону Родины
- 1987 — Монологи Ивана Васильева
- 1987 — Парламентарии Йеменской Арабской Республики в СССР
- 1988 — Веление времени
- 1988 — Парламентарии Марокко в СССР
- 1988 — Парламентарии Мозамбика в СССР
- 1988 — Парламентарии Республики Экваториальная Гвинея в СССР
- 1988 — Сюрприз лотереи ДОСААФ (совместно с Е. Головня)[12]
- 1989 — СССР — Япония диалог продолжается[13]

## Награды
- орден Красной Звезды (22 сентября 1944)[5];
- медаль «За взятие Берлина» (1945)[2];
- медаль «За освобождение Праги» (1945)[2];
- медаль «За Победу над Германией в Великой Отечественной войне 1941—1945 гг.» [7];
- медаль «За форсирование Янцзы» (КНР; 1950)[7];
- медаль «За Хуанхайское сражение» (КНР; 1950)[7];
- медаль «Китайско-советская дружба» (КНР; 1950)[2];
- значок «Отличник кинематографии СССР» (1966)[2];
- почётная грамота Госкино СССР (1969)[2];
- медаль «Ветеран труда» (1981)[2];
- почётная грамота Госкино СССР (1981)[2];
- серебряная медаль имени А. П. Довженко (1982)[14] — за фильм «Такой солдат непобедим. Учения „Запад-81“» (1981)[7];
- орден Отечественной войны I степени (6 апреля 1985)[15];
- заслуженный деятель искусств РСФСР (4 мая 1988)[7][2][комм. 3].

## Память
Архивные кадры интервью Воронцова о съёмках в Освенциме, записанного в 1986 году немецким телевидением, вошли в британский документальный фильм «Наступит ночь» (2014; режиссёр Андре Сингер).

## Комментарии
1. ↑  Фактически являясь снимающим оператором, А. Е. Воронцов долгое время оставался тарифицированным ассистентом оператора, что было обычной практикой Центральной студии кинохроники для недавнего выпускника ВГИКа.
2. ↑  Признавая неплохие отзывы редакции ЦСДФ на некоторые сюжеты Воронцова, Ошурков в служебной характеристике упрекает подчинённого в некритическом отношении к своей работе, зазнайстве, отсутствии большого творческого роста[1].
3. ↑  В справочнике под редакцией В. И. Горбатского «Документальное кино XX века. Кинооператоры от А до Я» (2005) ошибочно указан 1978 год[14].